# Centre pour la photographie du Queensland
 (juillet 2018).
Si vous disposez d'ouvrages ou d'articles de référence ou si vous connaissez des sites web de qualité traitant du thème abordé ici, merci de compléter l'article en donnant les références utiles à sa vérifiabilité et en les liant à la section « Notes et références ».
Le Centre pour la photographie du Queensland (Queensland Centre for Photography) (QCP) est une institution photographique consacrée à la photographie, située dans la ville de Brisbane, dans le Queensland, en Australie.

## Historique
Fondé en 2004 pour promouvoir la photographie et initialement installé au 33 Oxford Street, à Bulimba, dans la banlieue nord de Brisbane, le Centre pour la photographie du Queensland a emménagé dans un nouveau bâtiment situé à l'angle des rues Cordelia et Russell dans le sud de la ville. Il est rapidement devenu l'une des principales institutions photographiques en Australie. Son programme comprenait des expositions, des publications, des projets internationaux et le Queensland Festival of Photography. Le programme annuel d'exposition permettait de présenter environ 44 expositions individuelles pendant 11 périodes d'exposition.
Géré par des artistes, le Centre pour la photographie a fonctionné pendant dix ans et a fermé ses portes en 2014. Lors d'une assemblée générale, le 17 avril 2014, le Conseil a décidé à l'unanimité de fermer son site d'exposition après le retrait du financement annoncé en octobre 2013 par le gouvernement du Queensland.

## Publications
- Perception : The Daryl Hewson Photographic Collection, (2005)  (ISBN 0-9757720-0-7)
- Marian Drew : Photographs + Video Works, foreword by Geoffrey Batchen; essays by Caroline Jordan, et al. (2006)  (ISBN 0-9757720-1-5)
- Ray Cook Photographs : Diary of a Fortunate Man, foreword by Maurice Ortega; essays by Alasdair Foster, et al. (2011)  (ISBN 0-9757720-3-1)
- Martin Smith : Photographs, essays by Karra Rees and Charles Robb (2011)  (ISBN 0-9757720-4-X)
- Joachim Froese : Photographs 1999-2008, foreword by Gordon Craig; essays by Timothy Morrell and Andrea Domesle (2011)  (ISBN 0-9757720-5-8)
- Renata Buziak : Afterimage, foreword by Lyle Rexer; essay by Victoria Garnons-Williams (2011)  (ISBN 0-9757720-6-6)